# Сен-Жюльен-дю-Вердон
Сен-Жюлье́н-дю-Вердо́н (фр. Saint-Julien-du-Verdon, окс. Sant Julian de Verdon) — коммуна во Франции, находится в регионе Прованс — Альпы — Лазурный Берег. Департамент коммуны — Альпы Верхнего Прованса. Входит в состав кантона Кастеллан. Округ коммуны — Кастелан.
Код INSEE коммуны — 04183.

## Население
Население коммуны на 2008 год составляло 139 человек.
| 1962 | 1968 | 1975 | 1982 | 1990 | 1999 | 2008 |
| ---- | ---- | ---- | ---- | ---- | ---- | ---- |
| 75   | 64   | 66   | 67   | 94   | 108  | 139  |

## Экономика
В 2007 году среди 88 человек в трудоспособном возрасте (15—64 лет) 65 были экономически активными, 23 — неактивными (показатель активности — 73,9 %, в 1999 году было 71,2 %). Из 65 активных работали 60 человек (36 мужчин и 24 женщины), безработных было 5 (1 мужчина и 4 женщины). Среди 23 неактивных 3 человека были учениками или студентами, 10 — пенсионерами, 10 были неактивными по другим причинам.

## Достопримечательности
- Приходская церковь Успения Божьей Матери (XVIII век)
- Церковь (XVII век)